# Prueba de la aguja
La prueba de la aguja era una de las pruebas de brujas más importantes que se empleó durante la caza de brujas que se realizó a comienzos de la Época Moderna.
Tras buscar y encontrar en una de las acusadas - normalmente durante la tortura - una marca demoníaca, se realizaba la prueba de la aguja en la zona. Estas marcas demoníacas o marcas de brujas eran pecas, lunares, manchas o verrugas en la piel que llamaran la atención, con las que se creía que el Demonio marcaba a las personas con las que cerraba un pacto. Se decía que la zona en la que el Demonio había dejado la marca eran insensibles al dolor y por ellas jamás manaría la sangre. Por lo que era lógico que, si se pinchaba una marca de esas con una aguja, la víctima no sintiera el dolor y que la herida no sangrara, como era de esperar.
La prueba de la aguja era realizada por el verdugo, el mismo que realizaba las torturas.
Todavía se conservan agujas que se emplearon en la búsqueda de las marcas demoníacas. Entre ellas se encuentran algunas que fueron empleadas para engañar a las víctimas, puesto que, al presionar contra la piel, la aguja se retira dentro del mango, de forma que no hubiera ni dolor ni sangre.
- Datos: Q1564441